# Obereopsis nigripes
Obereopsis nigripes là một loài bọ cánh cứng trong họ Cerambycidae.